# Landwirtschaftsmuseum Melstedtgård
Das Landwirtschaftsmuseum Melstedtgård ist ein Freilichtmuseum in der Ortschaft Melstedt auf der dänischen Insel Bornholm, das die Landwirtschaft der Region vor Beginn der landwirtschaftlichen Mechanisierung zeigt. Es liegt an der Nordküste Bornholms, direkt an der Küstenstraße nur wenig östlich von Gudhjem im Melstedvej 25. Es ist das einzige Freilichtmuseum auf der Insel Bornholm. Das Museum wird als Nebenstandort von Bornholms Museum betrieben.

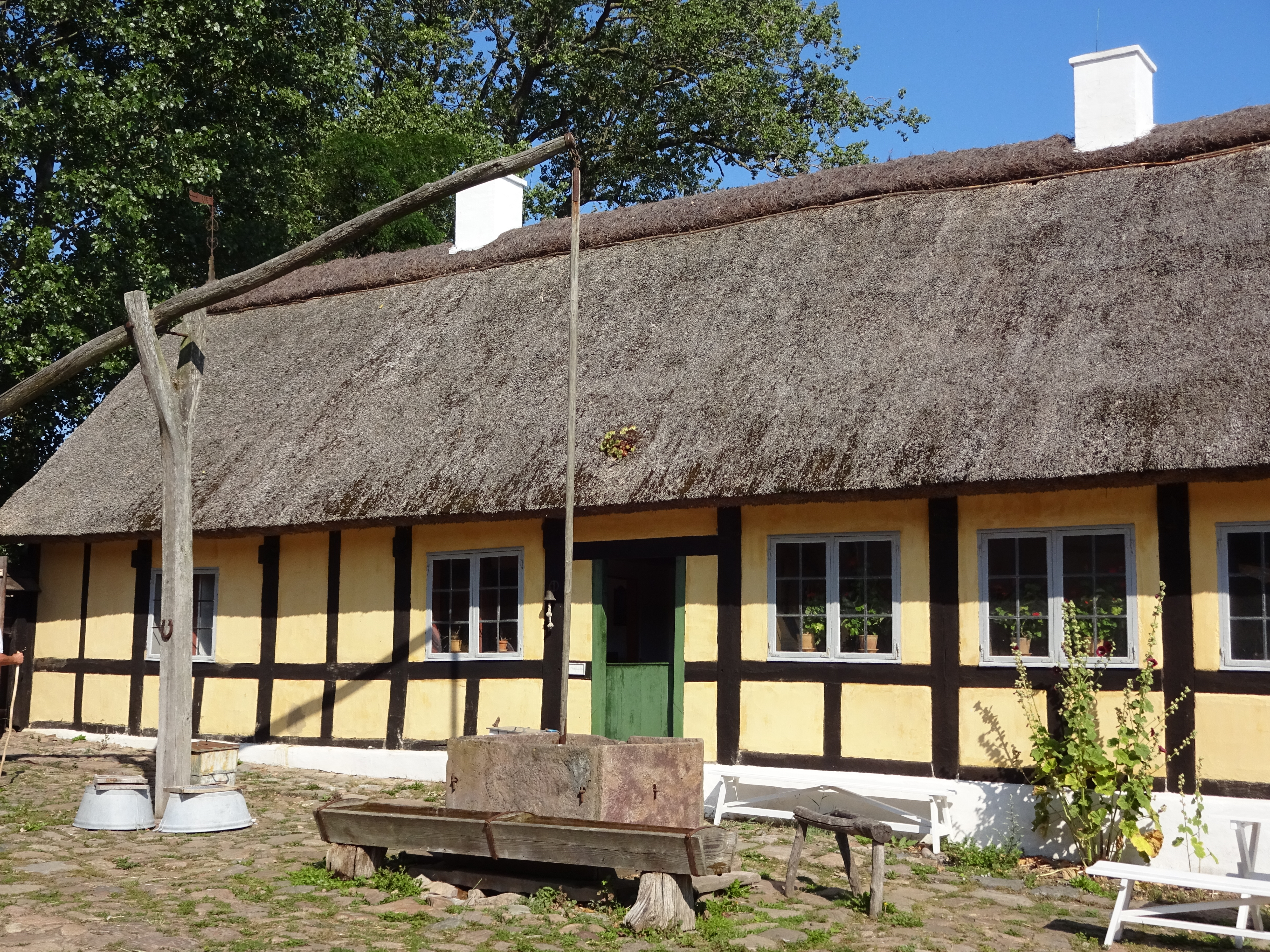
Linker Flügel des Herrenhauses

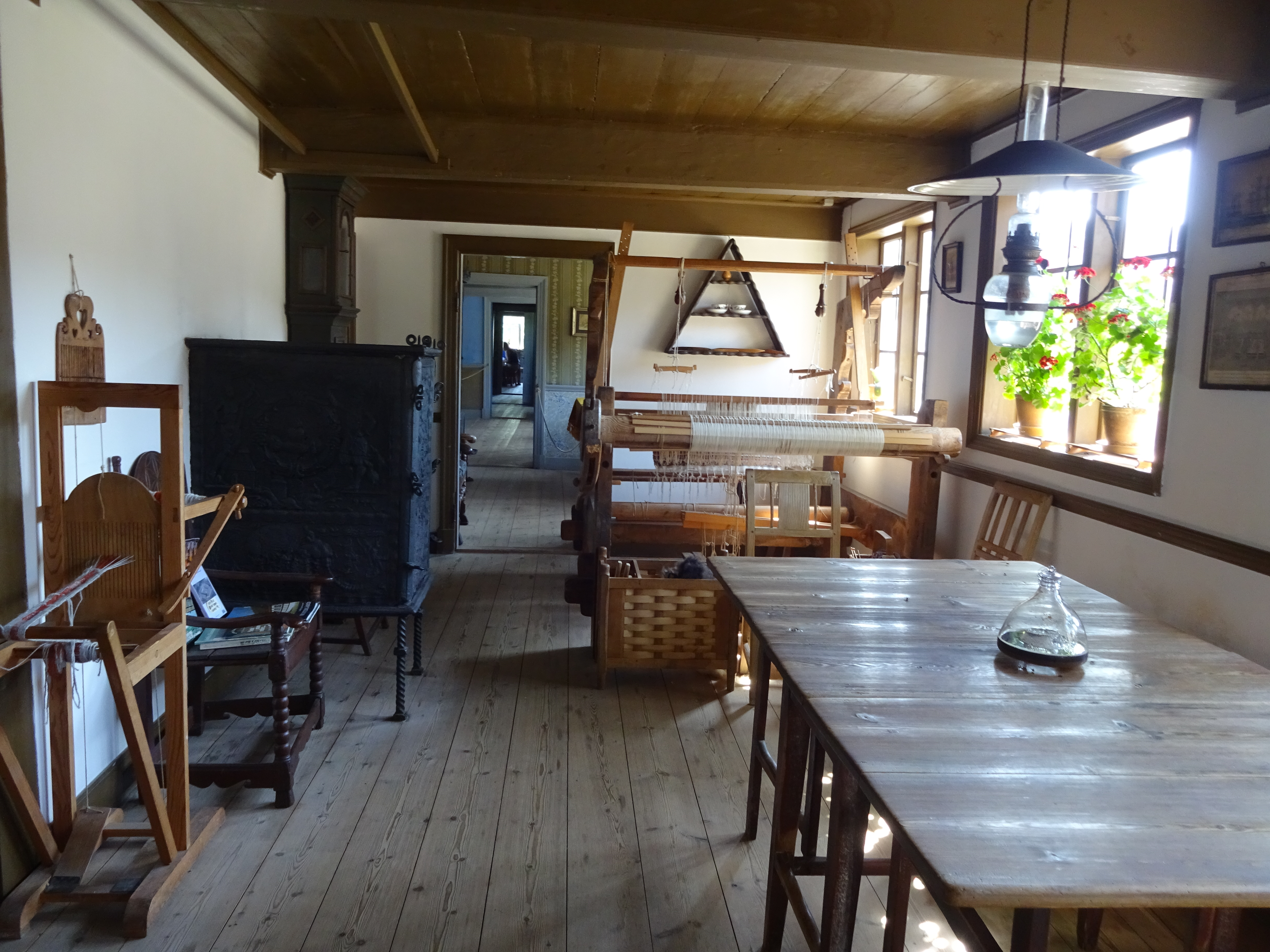
Herrenhauses innen

## Geschichte des Museums
Ursprünglich handelte es sich um einen Bauernhof mit ca. 30 bis 45 Hektar landwirtschaftlicher Fläche und damit um einen Mitte des 20. Jahrhunderts für Bornholm typischen Hof mittlerer Größe. Der Betrieb wurde erst 1982 eingestellt und der Resthof im Jahr 1984 als Freilichtmuseum eröffnet. 2015 wurde das Ensemble um ein modernes Gebäude, das Madkulturhaus ergänzt, um Bornholmer Esskultur direkt praktizieren zu können.

## Profil des Museums

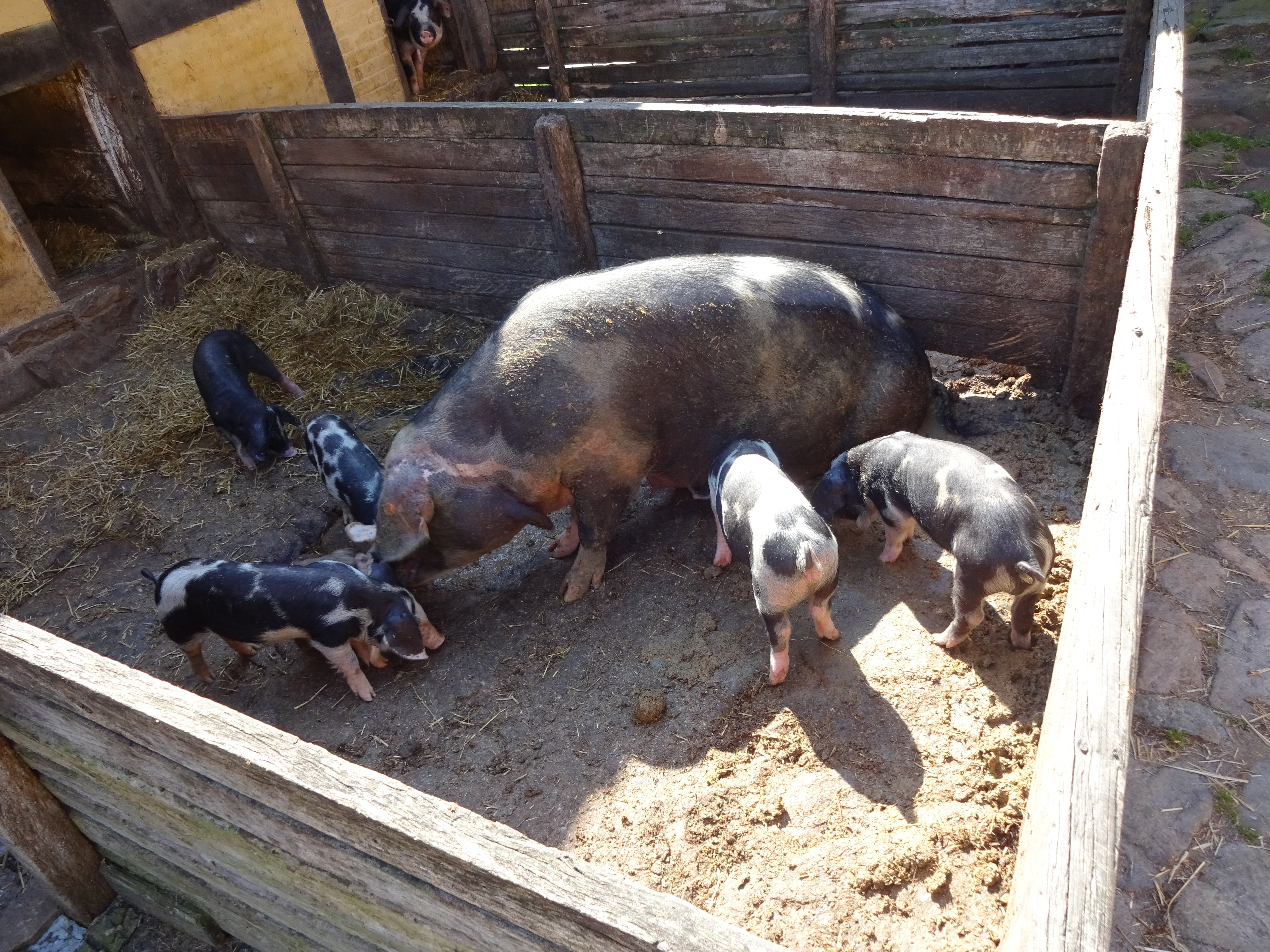
Sau mit Ferkeln

Der besondere Reiz dieses Freilichtmuseums ist, dass in ihm die Viehhaltung mit lebenden Hühnern, Gänsen, Schweinen und Ziegen gezeigt wird. Auch das Anspannen der Pferde für Kutschfahrten wird regelmäßig vorgeführt. Die Mitarbeiter des Museums tragen dabei die traditionelle Kleidung der damals in der Landwirtschaft Tätigen. Der Vierkanthof besteht aus den Ställen, einem zum Kassenbereich, Museumsshop und kleinem Cafe umgenutzten Gebäude und dem Herrenhaus nebst seinen Wirtschaftsräumen mit dem traditionellen Interieur (Möbel, Geschirr …).